# Тогуз
 Тогуз — село в Мамадышском районе Татарстана. Административный центр Кляушского сельского поселения.

## География
Находится в северной части Татарстана на расстоянии приблизительно 29 км на север по прямой от районного центра города Мамадыш.

## История
Известно с 1680 года. В начале XX века уже имелась мечеть.
В «Списке населенных мест по сведениям 1859 года», изданном в 1866 году, населённый пункт упомянут как казённая деревня Тогуз 2-го стана Мамадышского уезда Казанской губернии. Располагалась при речке Чляушке, по правую сторону Кукморского торгового тракта, в 33 верстах от уездного города Мамадыша и в 26 верстах от становой квартиры в казённой деревне Ахманова (Ишкеево). В деревне, в 32 дворах жили 205 человек (103 мужчины и 102 женщины), была мечеть.

## Население
Постоянных жителей было: в 1859—196, в 1897—405, в 1908—418, в 1920—502, в 1926—445, в 1949—230, в 1958—184, в 1970—191, в 1979—168, в 1989—198, в 2002 году 217 (татары 96 %), в 2010 году 188.